# Vitaliano Donati
Pour les articles homonymes, voir Donati et Vitalien.
Vitaliano Donati (né en 1717 à Padoue (Italie), mort le 26 février 1762 dans l'océan Indien) est un médecin italien, archéologue et botaniste. 
Il accède au titre de docteur en philosophie en 1739.

## Biographie
Vitaliano Donati étudie la flore et la faune dans la mer Adriatique et il publie en 1745 Della storia naturale marina dell'Adriatico, qui sera traduit dans plusieurs langues européennes.
En 1750, Charles-Emmanuel III, roi de Sardaigne lui offre une chaire de botanique et histoire naturelle à l'université de Turin. Pendant sa carrière de professeur, il occupe également des chaires de minéralogie et géologie. Il occupe la chaire du jardin botanique de l'université de Turin de 1750 jusqu'à sa mort.
En 1757, Donati est élu comme membre étranger de l'Académie royale des sciences de Suède et la Royal Society.
En 1759, il voyage en Égypte, Syrie, Palestine et Arabie et lors de fouilles qu'il est le premier à réaliser en Égypte, il découvre dans le temple de Mout à Karnak les statues des déesses Isis et Sekhmet et du pharaon Ramsès II, qu'il rapporte à Turin.
Lors de sa visite en 1761 du Monastère Sainte-Catherine du Sinaï, Donati écrit dans son journal publié en 1879 : « Dans ce monastère, j'ai trouvé une grande quantité de manuscrits... il semble que certains sont antérieurs au septième siècle, et particulièrement une Bible faite d'un beau vélin, très grande, mince et carré, écrite en caractères ronds et très beaux ; par ailleurs dans l'église il y a un Evangelistaria doré écrit en grec avec des caractères ronds qui doit être très ancien. ». Cette Bible est peut-être le Codex Sinaiticus, un manuscrit grec datant du IVe siècle qui sera redécouvert au XIXe siècle et l'evangelistaria doré est probablement le Lectionnaire 300.
En 1762, il meurt dans l'océan Indien alors qu'il se rendait à Mangalore en Inde à bord d'un vaisseau turc.

## Œuvres

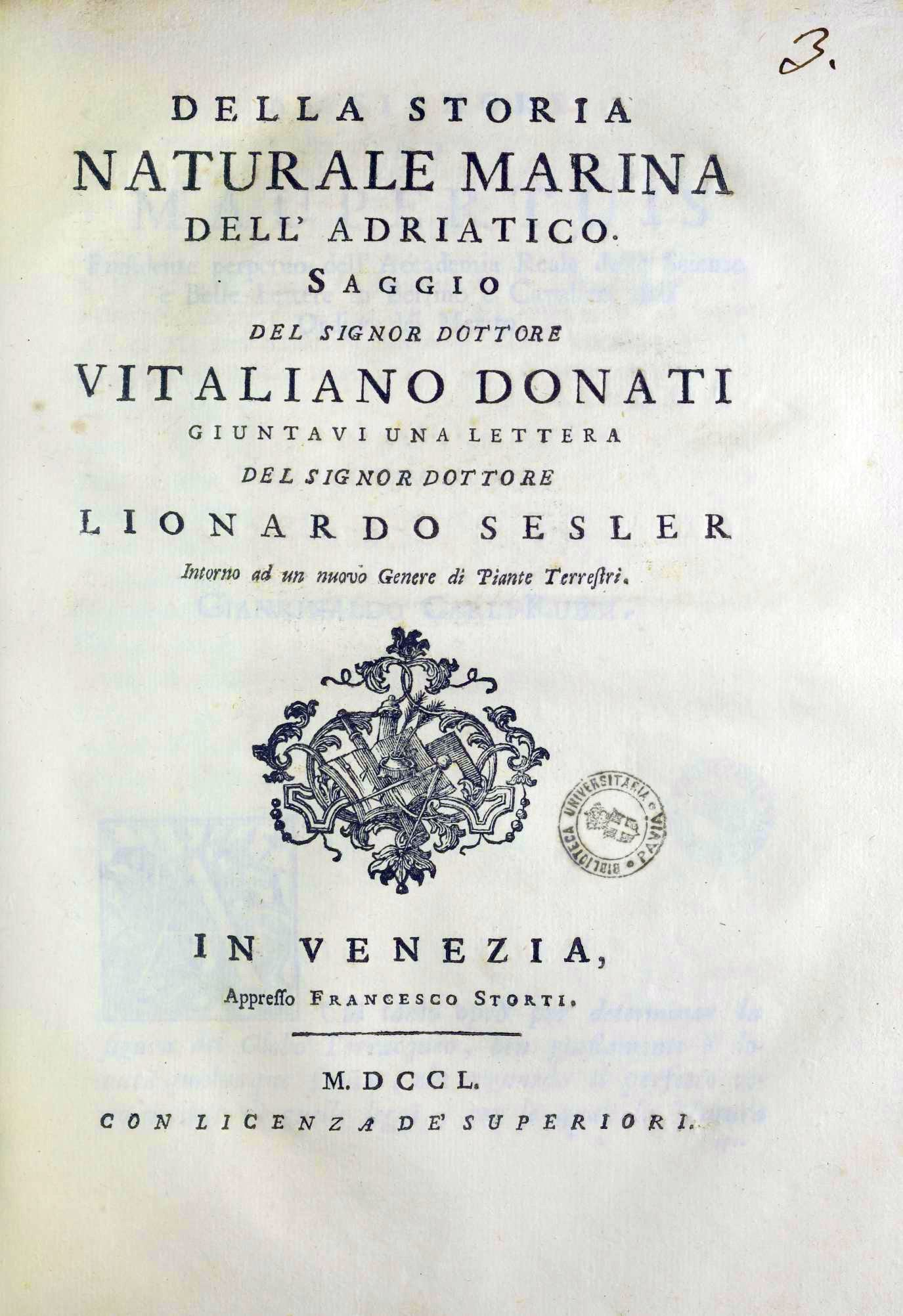
Della storia naturale marina dell'Adriatico, 1750

- Della storia naturale marina dell'Adriatico, (1745).
- Viaggio mineralogico nella Alpi occidentali di Vitaliano Donati a cura di Giuse Scalva, ed. Editrice Compositori per l'Istituto Nazionale per la Ricerca sulla Montagna di Roma (INRM).